# Ausschankmaß

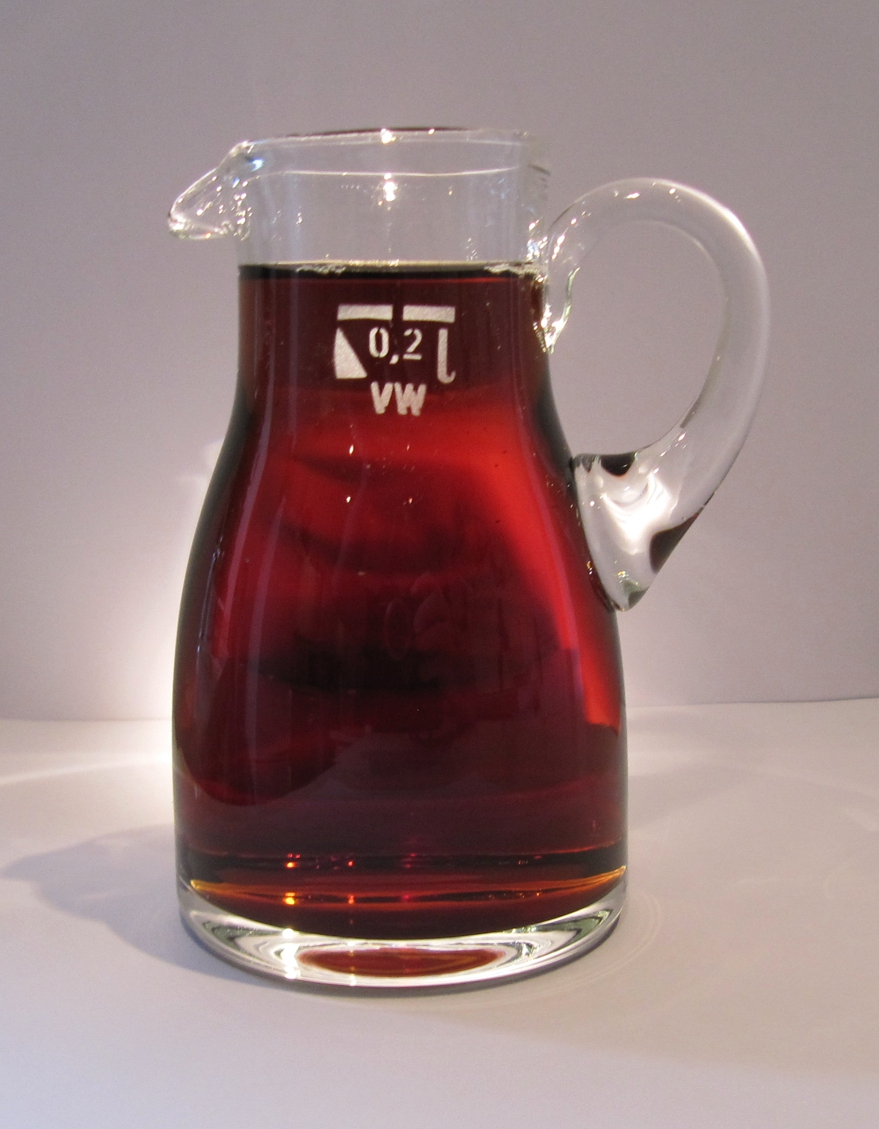
Füllstrich auf einer Karaffe in Österreich (Umfüllmaß noch ohne CE-Kennzeichnung, Herstellerzeichen Gerd van Well GmbH Krefeld (VW))

Ein Ausschankmaß ist ein Schankgefäß mit wohldefiniertem Hohlmaß. Es wird meist in Form eines Trinkglases, Bierglases, Bechers, Kruges oder einer Karaffe benutzt und ist zum entgeltlichen Ausschank von Getränken zum sofortigen Verbrauch innerhalb der Europäischen Union gesetzlich vorgeschrieben. Dazu gehört, je nach Landesrecht, selbst der entgeltliche Ausschank von Leitungswasser. Für Gefäße zum Ausschank von Kaffee, Tee oder Milchmischgetränken (zum Beispiel Tassen, Kannen, Gläser) sind keine Volumenangaben erforderlich. Die Volumenangaben dürfen auch bei Beistellgläsern fehlen, die zusammen mit einer ursprünglich verschlossen gelieferten, definiert abgefüllten Flasche oder Dose serviert werden. Auch bei unentgeltlicher Abgabe oder im privaten Bereich sind im Allgemeinen keine Ausschankmaße erforderlich.

## Geschichte

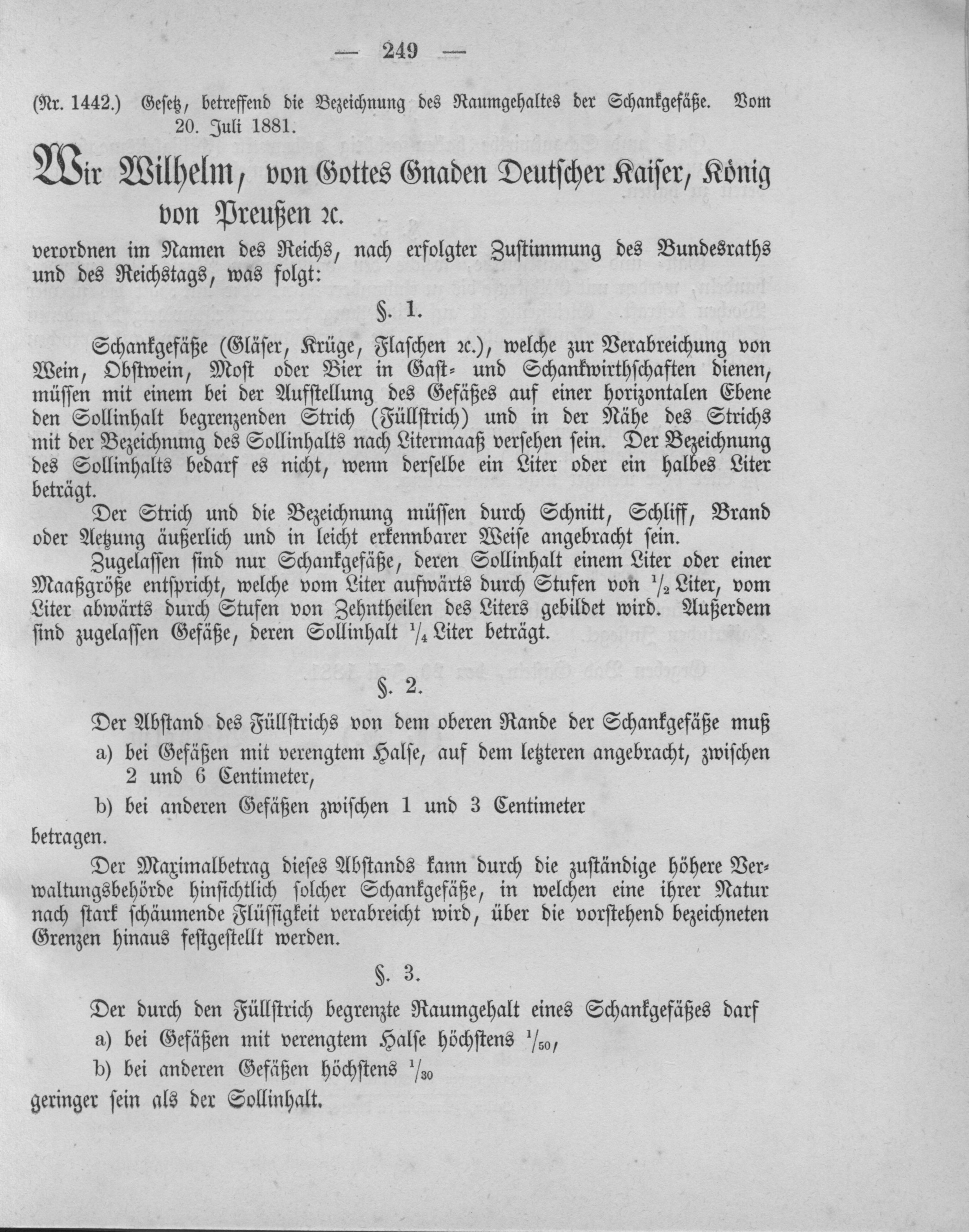
Deutsches Gesetz von 1881, betreffend die Bezeichnung des Raumgehaltes der Schankgefäße

Früher gab es im deutschsprachigen Raum neben Eichgesetzen und Messgeräteverordnungen schon seit über einem Jahrhundert spezielle Schankgefäßverordnungen. Die landesspezifischen Gesetze wurden unterdessen innerhalb Europas durch die Richtlinie 2004/22/EG über Messgeräte (MID) harmonisiert. Die maximal zehnjährige Übergangsfrist ist für alle EU-Staaten sowie die Schweiz am 30. Oktober 2016 abgelaufen. Somit müssen spätestens seit diesem Datum alle hergestellten, eingeführten, gehandelten und neu gekauften Ausschankmaße konform zu den entsprechenden EU-Richtlinien sein.

## Strich-, Rand- und Umfüllmaße
Es werden verschiedene Arten von Ausschankmaßen unterschieden. Ein Strichmaß besitzt ein bis drei Füllstriche, deren Oberkante den tiefsten Punkt des Meniskus des Flüssigkeitsspiegels beim jeweiligen Nennvolumen anzeigen. Demgegenüber wird ein Randmaß bis zum Gefäßrand gefüllt. Das gesamte Innenvolumen ist folglich das Nennfassungsvermögen. Als Umfüllmaß wird ein Ausschankmaß bezeichnet, aus dem die Flüssigkeit vor dem Verbrauch ausgeschenkt wird.

## Nennmaße
Mögliche Nennvolumina sind in den jeweiligen Landesgesetzen festgelegt. In Deutschland sind 0,01; 0,02; 0,04; 0,05; 0,1; 0,15; 0,2; 0,25; 0,3; 0,33; 0,4; 0,5 l und 1; 1,5; 2; 3; 4; 5 l zugelassen. In Österreich sind zusätzlich gebrochene Nenninhalte zulässig wie 1/32; 1/16; 1/8 und 1/4 l, außerdem 0,025 und 0,75 l, nicht jedoch 0,33 l. Außerdem gibt es Festlegungen, inwieweit die Volumina statt in Litern auch in ml, cl, dl, cm3 oder dm3 angegeben werden können. Auch die Abkürzung der Maßeinheit Liter mit einem großen L ist zuweilen erlaubt.

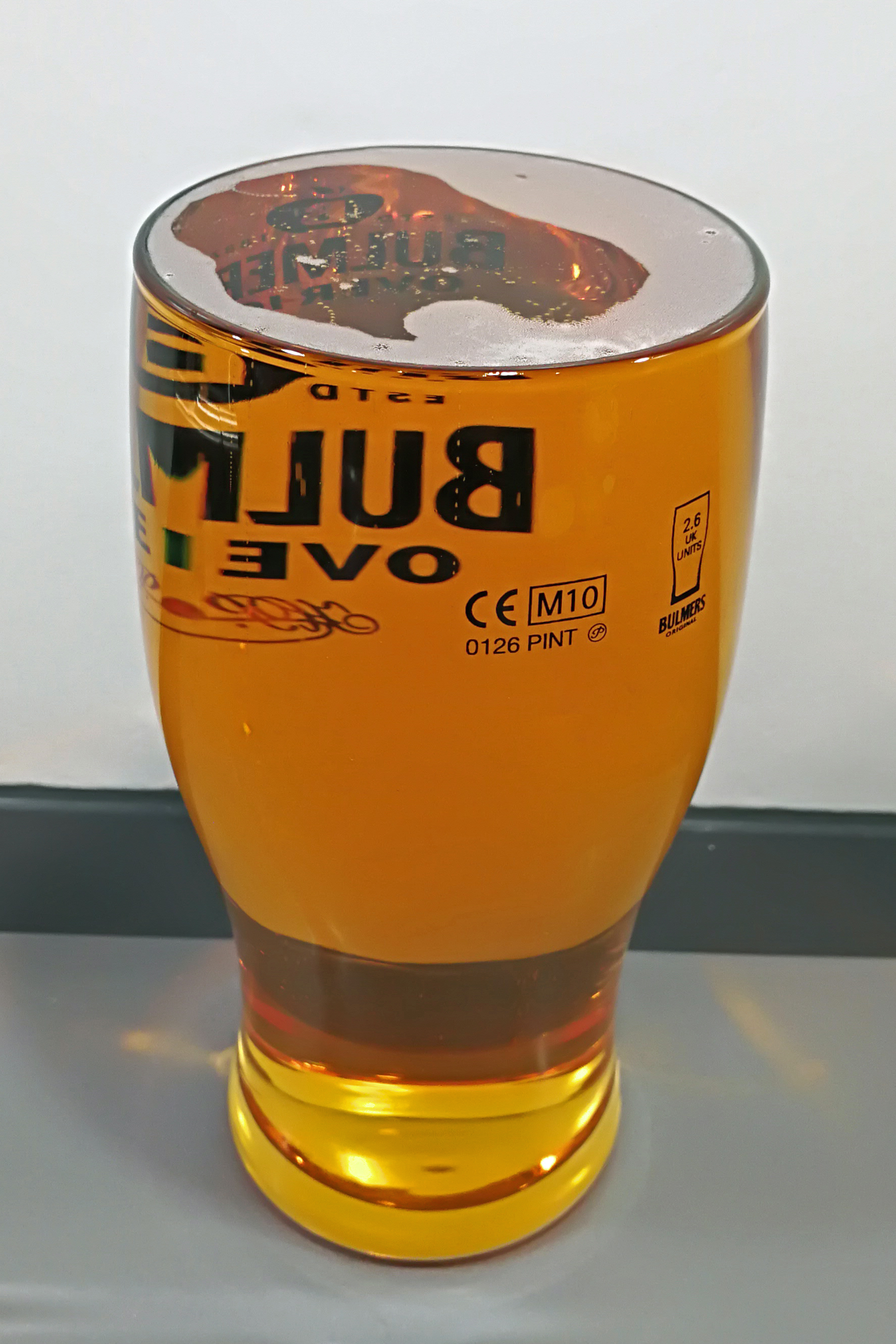
Cider-Glas als Randmaß für eine Pinte. Das Kennzeichen wurde 2010 (M 10) angebracht, die Konformität durch das National Measurement Office (Regulatory Delivery) in Middlesex (NB 0126) bewertet.

In Großbritannien sind für Bier und Cider ausschließlich angloamerikanische Hohlmaße erlaubt: 1/3; 1/2; 1 Pinte sowie 2; 4; 8 und 16 pints. Für Wein und Spirituosen müssen die Angaben ausschließlich in Millilitern und Litern erfolgen.

## Füllstrich und Toleranzen
Bei Strich- und Umfüllmaßen zeigt ein Füllstrich das jeweilige Normvolumen. Diese Marke ist mindestens 10 mm lang. Es dürfen bis zu drei solcher Marken für unterschiedliche Volumina auf einem Gefäß angebracht werden. Es handelt sich hierbei um eine Kennzeichnung zur Information des Verbrauchers, die vom Gefäßhersteller angebracht wird. Es handelt sich hierbei jedoch nicht, wie umgangssprachlich oft behauptet wird, um einen Eichstrich. Eine Eichung dürfte nur ein Eichamt oder eine staatlich anerkannte Prüfstelle vornehmen. Die Gültigkeit der Eichung müsste durch ein angebrachtes Eichzeichen bestätigt werden. Dies ist beim Füllstrich jedoch nicht der Fall. Den Begriff Füllstrich gibt es schon in einem deutschen Gesetz von 1881.
Füllstriche dürfen bei undurchsichtigem Material in Ausnahmefällen auch im Inneren des Schankgefäßes angebracht werden. Der Füllstrich muss aber sichtbar bleiben. Falls er beispielsweise durch Bierschaum verdeckt wird, kann der Verbraucher verlangen, dass das Volumen durch Umfüllen in ein durchsichtiges Gefäß bestätigt wird. In der Schweiz dürfen Füllmarken auf nicht transparenten Schankgefäßen, insbesondere solchen aus Keramik, auch außen angebracht werden. Außerhalb Deutschlands und der Schweiz sind bei Keramikgefäßen jedoch nur Randmaße erlaubt.
Bei der Anbringung des Füllstrichs erlaubt der Gesetzgeber folgende Toleranzen: unter 200 ml ±5 %, ab 200 ml sind Abweichungen zwischen -(5 ml + 2,5 %) und (5 ml + 2,5 %) zulässig. Für Randmaße ohne Füllstrich sind es entsprechend 0 bis 10 % beziehungsweise 0 bis (10 ml + 5 %) des Nennvolumens. Bei Umfüllmaßen gelten geringere Fehlertoleranzen.

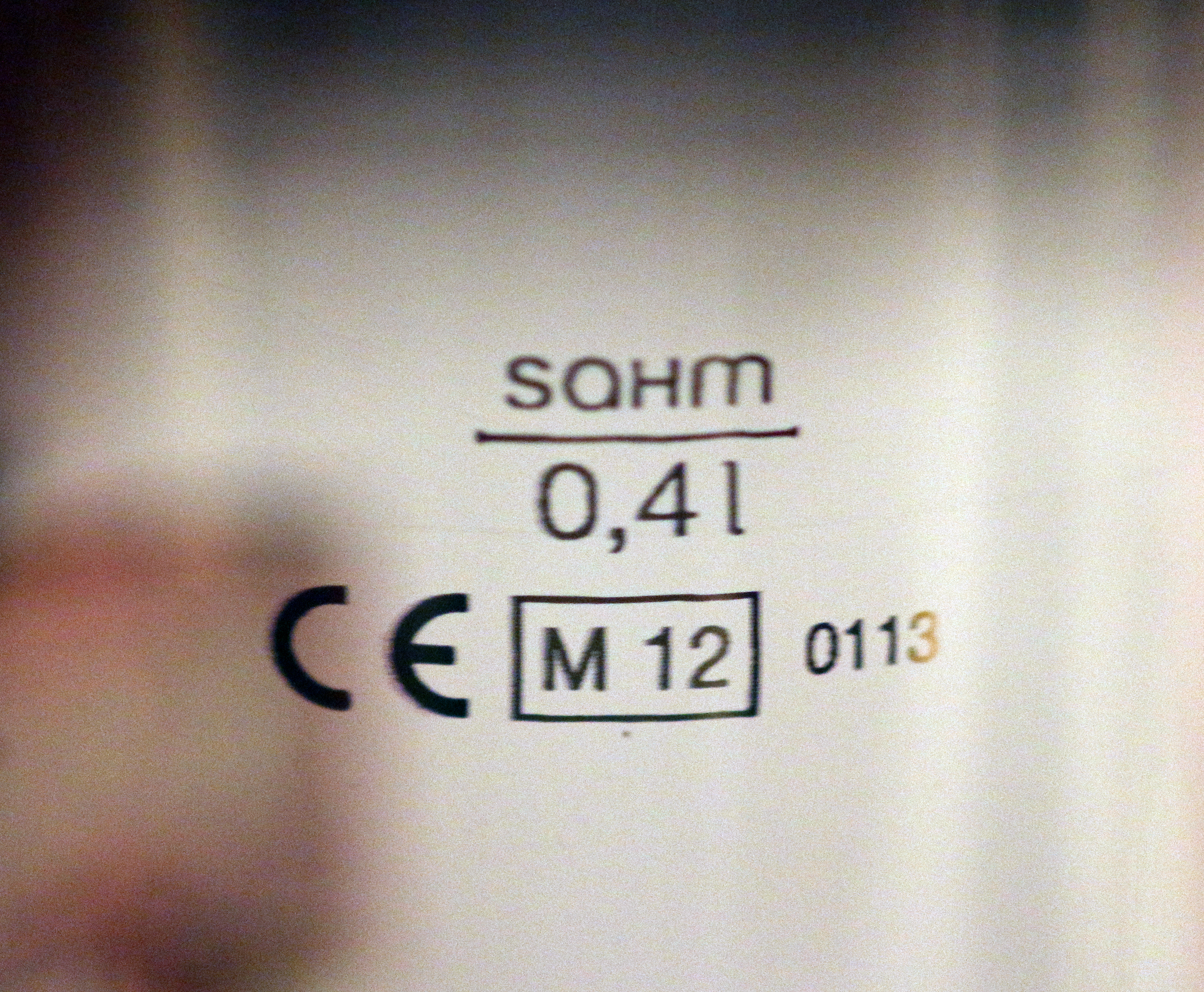
Bierglas mit Füllstrich für 0,4 l nach EU-Norm. Das Kennzeichen wurde 2012 (M 12) vom Hersteller Sahm angebracht, die Konformität wurde durch das Landesamt für Mess- und Eichwesen Rheinland-Pfalz (NB 0113) bewertet.

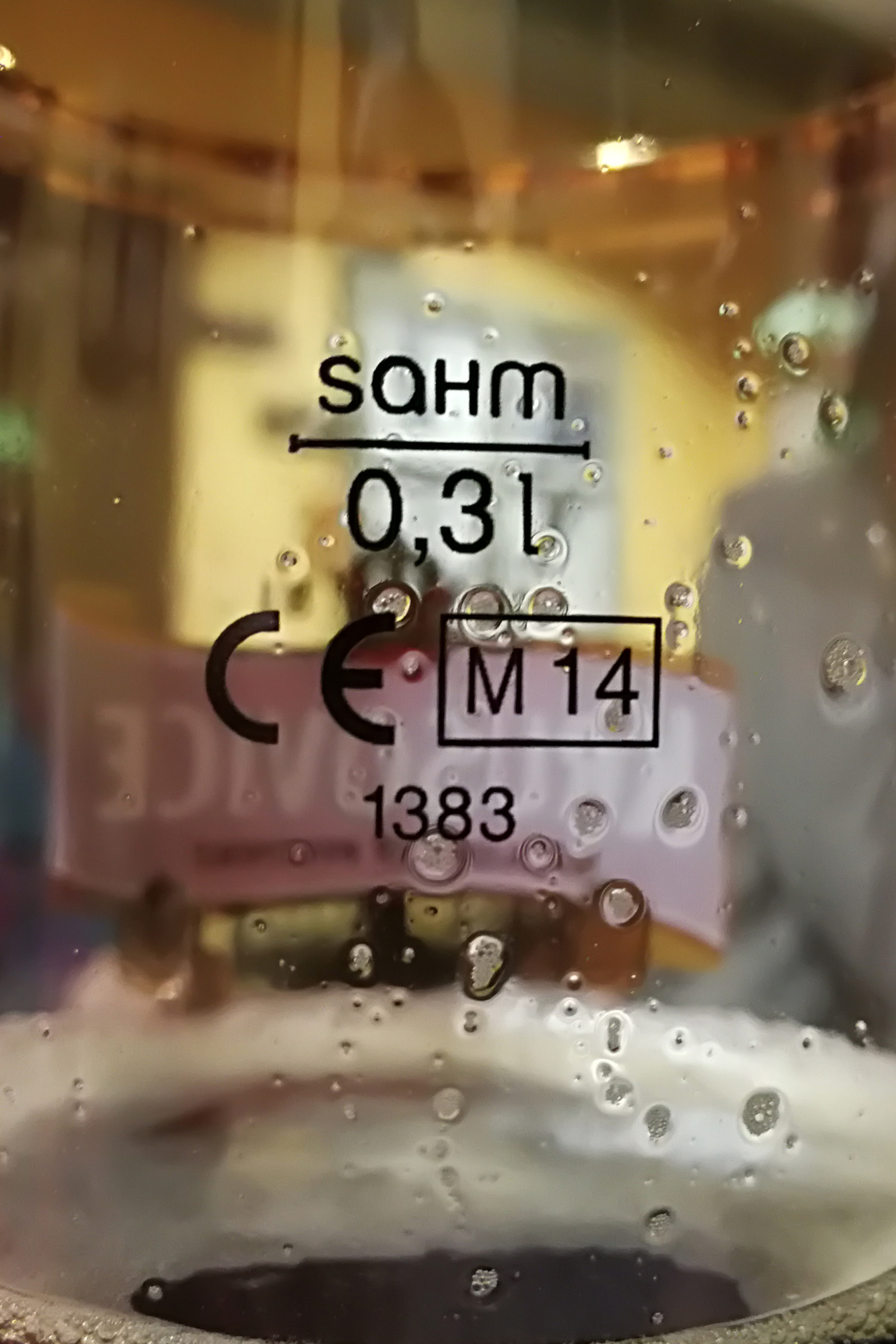
Bierglas der Königlichen Brauerei Krušovice mit Füllstrich für 0,3 l nach EU-Norm. Das Kennzeichen wurde 2014 (M 14) vom Hersteller Sahm angebracht, die Konformität wurde durch das Cesky Metrologicky Institut Brno (NB 1383) bewertet.

## Kennzeichnung
Die Konformität wird durch die CE-Kennzeichnung bestätigt. Gefolgt wird das mindestens 5 mm hohe CE-Zeichen von einem gleich hohen Rechteck, in dem das Metrologiekennzeichen "M XX" steht, wobei XX die letzten beiden Stellen der Jahreszahl der Anbringung der Kennzeichnung sind. Am Schluss folgt eine vierstellige Zahl, die eindeutig die benannte Stelle (Notified Body) identifiziert, die das Konformitätsverfahren durchgeführt hat. Die drei Elemente dürfen auch untereinander statt nebeneinander angeordnet werden. Zusätzlich muss noch der Hersteller des Glases durch eine Herstellerinformation erkennbar sein. Dies kann eine Abkürzung oder ein zugelassenes Logo sein. In Deutschland wird das Herstellerkennzeichen durch die Physikalisch-Technische Bundesanstalt zugelassen und veröffentlicht. So steht zum Beispiel „Bö“ für die Böckling GmbH Neudenau, „Kö“ für die Kössinger AG Schierling, „ra“ oder „rastal“ für Rastal, „Sahm“ für Sahm oder „VW“ für die Gerd van Well GmbH Krefeld.